# Уайт, Харви (кардиолог)
Харви Д. Уайт (англ. Harvey D. White, род. 1947) — новозеландский кардиолог.

## Биография
Уайт получил степень бакалавра медицины (MB) и бакалавра хирургии (MCh) в Университете Отаго в 1973 году. Затем он был хирургом в больнице Кью, а с 1978 года — кардиологом (регистратором кардиологии) в больнице Грин-лейн городской больницы Окленда. Уайт возглавляет отдел коронарной терапии и сердечно-сосудистых исследований.
В 1995 году получил степень доктора наук в Университете Отаго.
В 1987 году Уайт показал, что тромболитическая терапия, которая испытала подъём, особенно после публикации исследования GISSI в 1986 году, улучшает функцию левого желудочка и показатели выживаемости при остром инфаркте миокарда. В другом исследовании, проведённом в 1989 году, он сравнил эффективность стрептокиназы и плазминогена для тромболитической терапии, а в 1990 году показал эффективность повторной тромболитической терапии после инфарктов, вызванных миокардитом, для предотвращения повторных инфарктов.
Уайт руководил исследованием PRISM (ингибирование рецепторов тромбоцитов для лечения ишемического синдрома) по введению антагонистов (гликопротеин IIb/IIIa) рецепторов тромбоцитов (для агрегации тромбоцитов), а также исследованиями HERO и HERO-2 (Hirulog Early Reperfusion, тестирование возможных преимуществ антикоагулянта и аналога гирудина бивалирудина перед гепарином). Он является членом группы VIGOR (Виртуальный координационный центр глобальных совместных сердечно-сосудистых исследований) и соруководителем группы по переопределению инфаркта миокарда Европейского общества кардиологов и Американской кардиологической ассоциации.
Он является почётным профессором Оклендского университета.
В 1998 году он получил премию принца Махидола.